# Pedro Mejías
Pedro Jesús Mejías Rodríguez (ur. 18 grudnia 1991) – wenezuelski zapaśnik w stylu wolnym. Zajął czternaste miejsce na mistrzostwach świata w 2014 roku. 
Trzeci na igrzyskach panamerykańskich w 2015, szósty w 2023 i siódmy w 2019. Zdobył sześć medali mistrzostw panamerykańskich w latach 2013 - 2024. Triumfator Igrzysk Ameryki Środkowej i Karaibów w 2014 i trzeci w 2018. Złoty medal igrzysk Ameryki Południowej w 2014 i 2018; srebrny w 2022. Triumfator igrzysk boliwaryjskich w 2013, trzeci w 2017 i czwarty w  2022 roku.
Drugi na mistrzostwach panamerykańskich juniorów w 2011, a trzeci w 2010. W zawodach kadetów najlepszy w 2007 roku.